# 卡佩勒费尔蒙
卡佩勒费尔蒙（法語：Capelle-Fermont，法語發音：[kapɛl fɛʁmɔ̃]）是法国北部-加来海峡大区加来海峡省的一个市镇，属于阿拉斯区。

## 地理
卡佩勒费尔蒙（50°21'7"N, 2°36'58"E）面积2.96 平方千米，位于法国上法蘭西大區加来海峡省，该省份为法国北部沿海省份，西北濒北海，南至索姆省，东临北部省。
与卡佩勒费尔蒙接壤的市镇（或旧市镇、城区）包括：康布兰拉贝、阿尼耶尔、弗雷万卡佩勒、阿巴尔、上阿韦讷、埃尔马维尔。

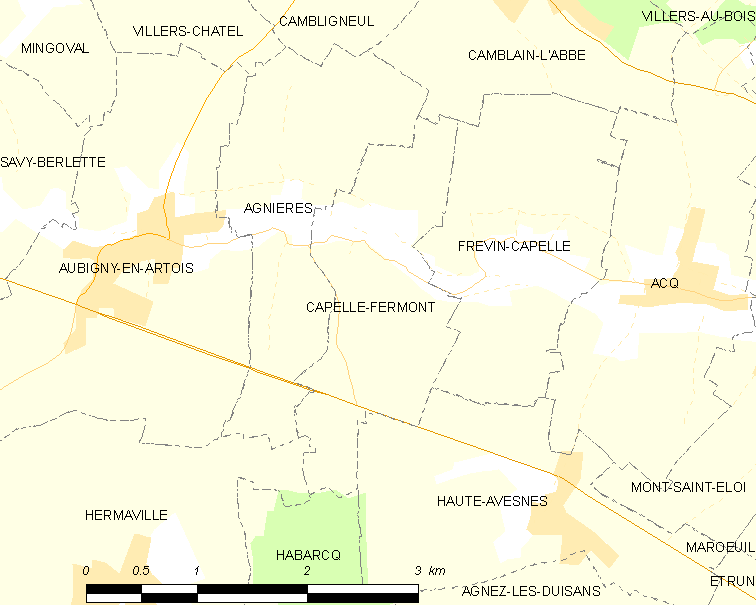
卡佩勒费尔蒙的OSM定位图

卡佩勒费尔蒙的时区为UTC+01:00、UTC+02:00（夏令时）。

## 行政
卡佩勒费尔蒙的邮政编码为62690，INSEE市镇编码为62211。

## 政治
卡佩勒费尔蒙所属的省级选区为阿韦讷勒孔特县。

## 人口

1962-2008年间卡佩勒费尔蒙人口变化图示

卡佩勒费尔蒙于2022年1月1日时的人口数量为221人。